# ایل خاکی
ایل خاکی یا ایل خلکی یکی از طایفه‌های قدیمی ایل مکری بود. این ایل در سده سیزدهم قمری از بین رفت. ایل خلکی به همراه دام‌های فراوان خود در مرزهای عراق و ایران به ییلاق و قشلاق مشغول بودند.
روایت می‌شود ایل خَلکی یا خاکی از نسل بِهرام بیگ فرزند بُداق سلطان حاکم وقت ساوجبلاغ مُکری بود که به واسطه قدرت و سیاست شخصی به نام «بهرام بیگ» امارتی بنام ایل خَلکی برپا کرد و ابتدا منطقه ایل تیمور را برای مرکز حکومت نشینی روستایی انتخاب نمود.
امروزه تنها ۳۰ خانوار باقی‌مانده‌اند که عمدتاً در بوکان ساکن‌اند. اسامی خانوادگی آن‌ها عبارت از: مردان بیگی، علی‌زاده، عطری، خلکی، کشاورزی، خاکی، مرادی و بوکانی گروهی هم به نام بهرام بیگی در مهاباد ساکن هستند. همچنین در شجره‌نامه بهرام‌بیگی‌ها، اسامی ترکی مانند: حسین قلی بیگ، مرتضی قلی و اسامی از این دست دیده می‌شود.